# Arion (Exoplanet)
Arion (Flamsteed-Bezeichnung 18 Delphini b) ist ein Exoplaneten-Kandidat, der den Gelben Riesenstern Musica alle 993 Tage umkreist. Aufgrund seiner Masse wird angenommen, dass es sich um einen Gasplaneten oder Braunen Zwerg handelt.

## Entdeckung
Arion wurde mithilfe der Radialgeschwindigkeitsmethode von einer Arbeitsgruppe um Bun’ei Satō am Okayama Astrophysical Observatory in Asakuchi nachgewiesen. Die Entdeckung wurde am 19. Februar 2008 publiziert.

## Bahneigenschaften
Der Planet umkreist seinen Stern in einer Entfernung von ca. 2,6 Astronomischen Einheiten und hatte damit zum Zeitpunkt der Veröffentlichung den weitesten Orbit aller damals bekannten extrasolaren Planeten um ältere Sterne. Bezogen auf das Sonnensystem läge der Orbit zwischen dem von Mars und Jupiter. Die Umlaufbahn ist bei einer Exzentrizität von 0,08 nahezu kreisförmig.

## Physikalische Eigenschaften
Durch die Abweichungen in der Radialgeschwindigkeit von Musica ist die minimale Masse von Arion ableitbar, sie beträgt rund 10,3 Jupitermassen (ca. 3270 Erdmassen). Da die Bahnneigung unbekannt ist, könnte die Masse auch deutlich höher liegen. Ob Arion wirklich ein Planet ist, kann damit bislang nicht mit Sicherheit gesagt werden. Sein Durchmesser liegt in jedem Fall wahrscheinlich unter dem von Jupiter, so dass Arion eine sehr hohe Dichte haben dürfte.
Die Energieabstrahlung von Arion und der Abstand zu seinem Zentralgestirn lassen auf eine minimale Oberflächentemperatur um 400 Kelvin (rund 130 °C) schließen, aller Wahrscheinlichkeit nach ist der Planet durch eigene energiefreisetzende Prozesse noch deutlich wärmer. Über die chemische Zusammensetzung ist nichts bekannt, vermutlich sind die im Universum häufigsten Elemente, also Wasserstoff und Helium, wie auch bei den Gasriesen im Sonnensystem, seine Hauptbestandteile. Nach den gegenwärtigen Modellen dürfte Arion entweder eine wolkenlose Atmosphäre haben, die durch Rayleigh-Streuung tiefblau erscheint, oder, falls er etwas kühler ist, weiße Wasserwolken bilden.